# Prosečský hřeben

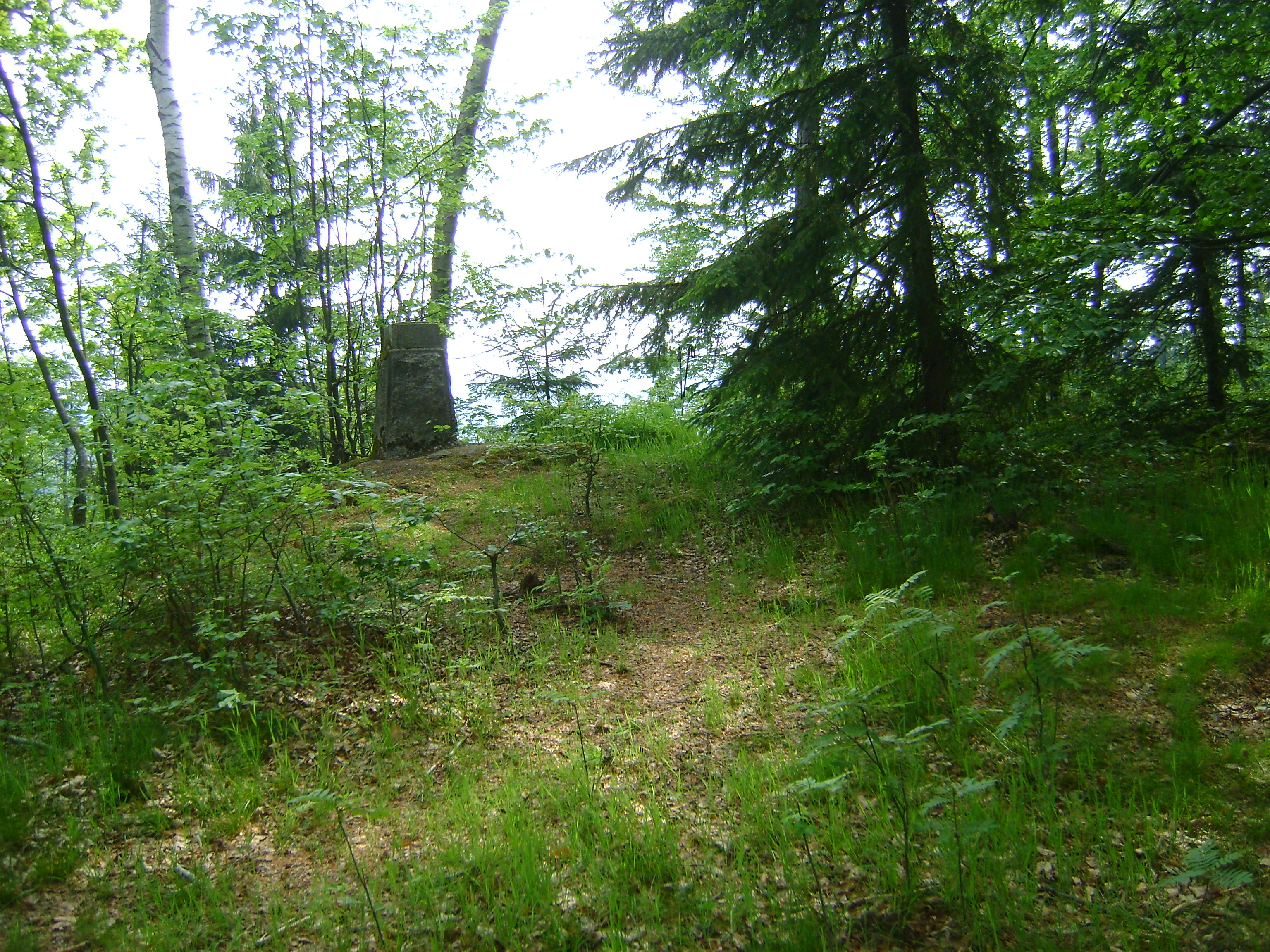
Szczyt wzniesienia Prosečský hřeben

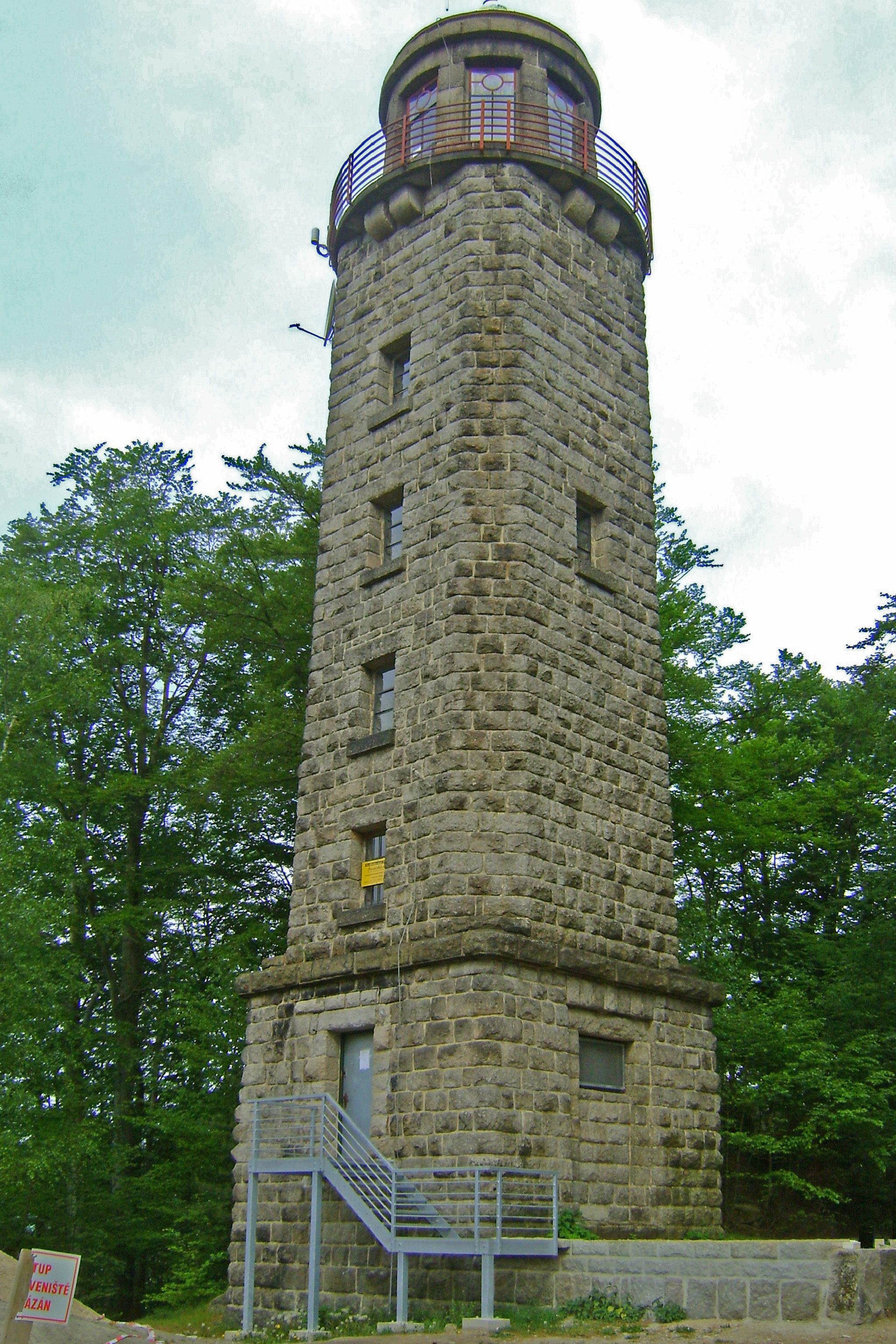
Prosečský hřeben-wieża widokowa

Prosečský hřeben (593 m n.p.m.) –  wzniesienie w północno-środkowych Czechach, w Sudetach Zachodnich, w Kotlinie Libereckiej (czes. Žitavská pánev) w grzbiecie Prosečský hřeben.

## Położenie
Wzniesienie położone jest w północno-środkowej części Kotliny Libereckiej, po południowej stronie od pasma Karkonoszy około 3,3 km na północny zachód od czeskiej miejscowości Jablonec nad Nisou.

## Charakterystyka
Prosečský hřeben jest najwyższym wzniesieniem Kotliny Libereckiej (czes.Žitavská pánev). Wyrasta w północno–środkowej części kotliny w grzbiecie (czes.) Prosečský hřeben. Jest to wzniesienie charakteryzujące się łagodnymi oraz stromymi zboczami, urozmaiconą rzeźbą i nieregularnym ukształtowaniem z niewyraźnie zaznaczoną częścią szczytową. Wzniesienie ma kształt niewielkiej kopuły nieznacznie wyniesionej ponad linię grzbietu Prosečský hřeben mającego długość 4,2 km. i rozciągającego się na kierunku NE-SW.			
Zbocza wzniesienia gęsto ponacinane dolinami, stromo opadają w kierunku dobrze wykształconych dolin rzecznych, które wyraźnie wydzielają wzniesienie w terenie. Zbocze południowo-zachodnie i południowo-wschodnie stromo opada do dobrze wykształconej doliny Nysy Łużyckiej, północno-wschodnie schodzi w kierunku doliny potoku Harcovský p. a wschodnie schodzi do doliny rzeki Bílá Nisa. Wzniesienie zbudowane ze skał krystalicznych i osadowych, szczyt i zbocza wzniesienia pokrywa cienka warstwa młodszych osadów glin, żwirów, piasków  z okresu zlodowaceń plejstoceńskich i osadami powstałymi w chłodnym, peryglacjalnym klimacie. Partie szczytowe oraz częściowo zbocza porasta las iglasty z niewielką domieszką drzew liściastych. Północno-wschodnie zbocze poniżej poziomu 530 m n.p.m. a zbocze południowo-zachodnie poniżej poziomu 430 m n.p.m. zajmują pola uprawne i górskie łąki oraz tereny zabudowane. Wzniesienie góruje nad osadami, które położone są u zboczy wzniesienia: od wschodu nad Rynovice, od zachodu nad Vratislavice nad Nisou od południa nad Lukášov a od północy nad Proseč nad Nisou.
Położenie wzniesienia, rozciągnięty kształt, lekko wyniesiona część szczytowa oraz wieża widokowa czynią wzniesienie rozpoznawalnym w terenie. Zboczami wzniesienia trawersują liczne ścieżki i drogi leśne.
Wzniesienie zaliczane jest do Korony Sudetów Czeskich.

## Inne
- Na północno-zachodnim zboczach wzniesienia zabudowania podchodzą prawie pod sam szczyt.
- W grzbiecie Prosečský hřeben oprócz wzniesienia Prosečský hřeben wznoszą się cztery bezimienne wzniesienia o kotach : 525, 570, 581, 570 m n.p.m.
- Na południowo-wschodnim zboczu wzniesienia w części wschodniej grzbietu na poziomie 550–520 m n.p.m. znajdują się źródła: Na Prosečském hřebeni[3] i Divoká rýha, na południe od źródeł na poziomie 490 m n.p.m. wyrasta okazała skała Ptačí kámen.

## Turystyka
Na szczyt wzniesienia prowadzą Szlaki turystyczne:
- - prowadzący z  Smědavy do Rychnov u Jablonce nad Nisou.
- - przechodzący przez Kunratice od strony północno-zachodniej prowadzi grzbietem na szczyt wzniesienia i dalej.
- Przez teren wzniesienia prowadzi ścieżka dydaktyczna śladami walk II wojny światowej czes. "NS Stopy 2. sv.války"
- Na zachód od szczytu około 1,0 km od szczytu na poziomie 450 m n.p.m. na południowo-zachodnim zboczu znajdują się niewielkie skałki.
- Na północno-zachodnim zboczu w części grzbietowej wzniesienia w niewielkiej odległości od szczytu na poziomie 782 m n.p.m. wznosi się kamienna wieża widokowa Proseč .
- Obok wieży widokowej znajduje się chata turystyczna "Chata Nad Prosečí".